# Seznam biskupů a arcibiskupů sarajevských

## Apoštolští vikáři bosenští (1735-1881)
- Matija Delivić, O.F.M. (1735 – 1740)
- Pavao Dragičević, O.F.M. (1740 – 1766)
- Marijan Bogdanović, O.F.M. (1767 – 1772)
- Marko Dobretić, O.F.M. (1772 – 1784)
- Augustin Botoš–Okić, O.F.M. (1784 – 1798)
- Grgo Ilijić, O.F.M. (1799 – 1813)
- Augustin Miletić, O.F.M. (1813 – 1831)
- Rafael Barišić, O.F.M.Obs. (1832 – 1846)
  - Andrea Karačić, O.F.M.Obs. (1851 ? – 1853 ?) - provikář
- Marian Šunić, O.F.M.Obs. (1854 – 1860)
- Sebastiano Franković, O.F.M.Obs. (1861 – 1864)
- Paskal Vujcic, O.F.M. (1866 – 1881)

## Arcibiskupové Horní Bosny (sarajevští) - od roku 1881
- 1881–1918 Josef Stadler
- 1922–1960 Ivan Evanđelist Šarić
- 1960–1970 Marko Alaupović
- 1970–1976 Smiljan Franjo Čekada
- 1977–1990 Marko Jozinović
- od 1990 Vinko Puljić
  - od 2020 Tomo Vukšić (koadjutor)